# Monte Black
Il Monte Black (in lingua inglese: Mount Black), è una prominente montagna antartica, alta 3.005 m, caratterizzata da un dolce pendio innevato sul fianco sudoccidentale e da una ripida parete rocciosa sul fianco nordoccidentale; fa parte della scarpata polare e si trova subito a ovest della Bennett Platform e della parte superiore del Ghiacciaio Shackleton, nei Monti della Regina Maud, in Antartide.
Il monte fu avvistato per la prima volta e fotografato dall'esploratore polare statunitense Byrd durante il volo di ritorno dal Polo Sud nel novembre 1929, nel corso della sua prima spedizione antartica (1928-30).
La denominazione è stata assegnata dallo stesso Byrd in onore dell'amico Van Lear Black, editore di giornali e pioniere dell'aviazione, proprietario del Baltimore Sun, che sostenne finanziariamente entrambe le spedizioni antartiche di Byrd, sia la prima del 1928-30 che la successiva del 1933-35.